# Hochleithen
Hochleithen  är en kommun i Österrike. Den ligger i distriktet Mistelbach i förbundslandet Niederösterreich. Huvudorten Wolfpassing an der Hochleithen ligger 30 km norr om huvudstaden Wien. 
Kommunen består av tre orter (Ortschaften) (inom parentes invånarantal 1 januari 2024):
- Bogenneusiedl (163)
- Traunfeld (357)
- Wolfpassing an der Hochleithen (592)